# 米塔格山
47°32′10″N 10°12′56″E / 47.53611°N 10.21556°E

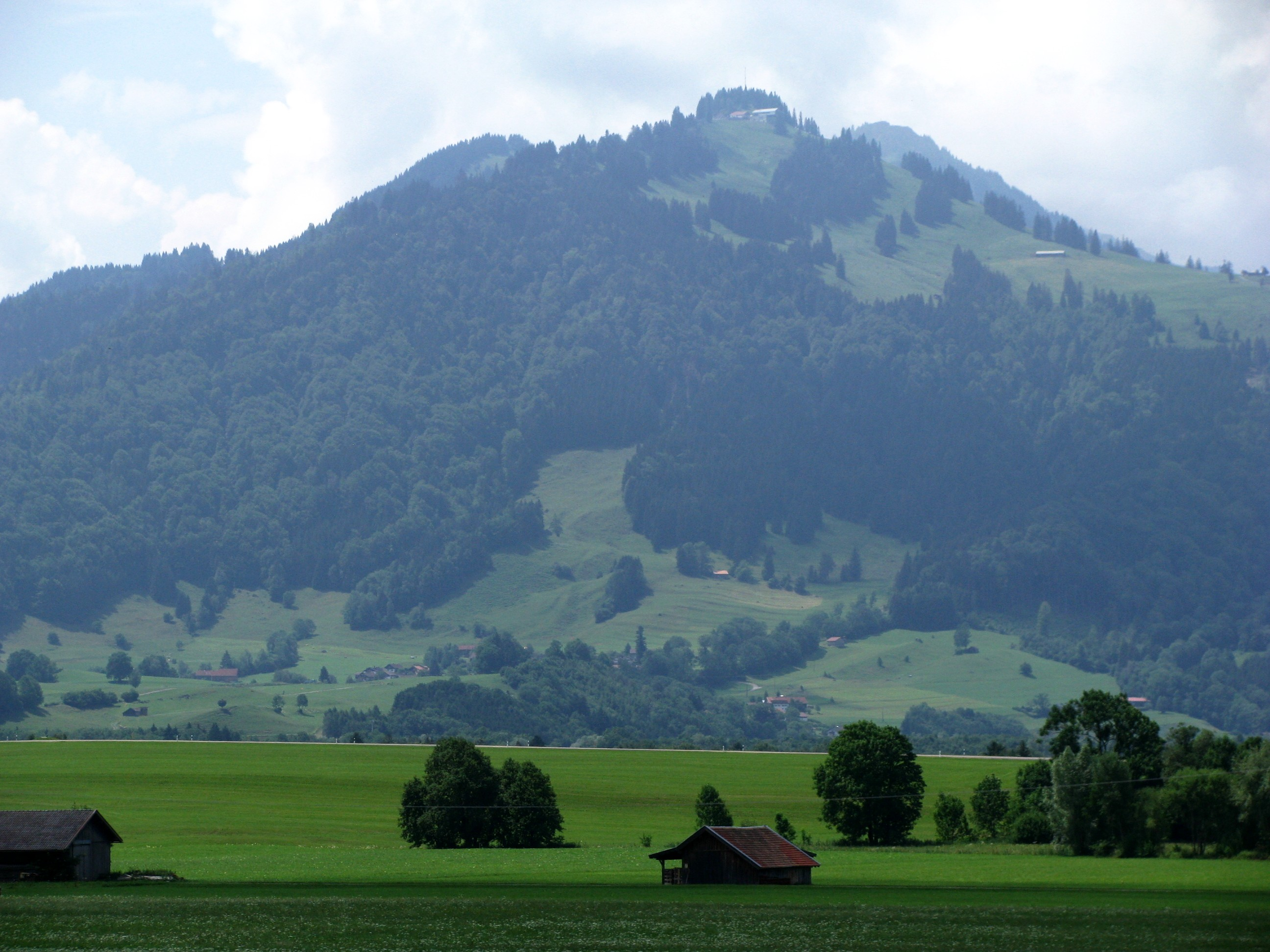

米塔格山（德語：Mittagberg），是德國的山峰，位於該國東南部，由巴伐利亞負責管轄，屬於阿爾高阿爾卑斯山脈的一部分，距離貝倫山0.5公里，海拔高度1,451米。